# Agnes Tilney

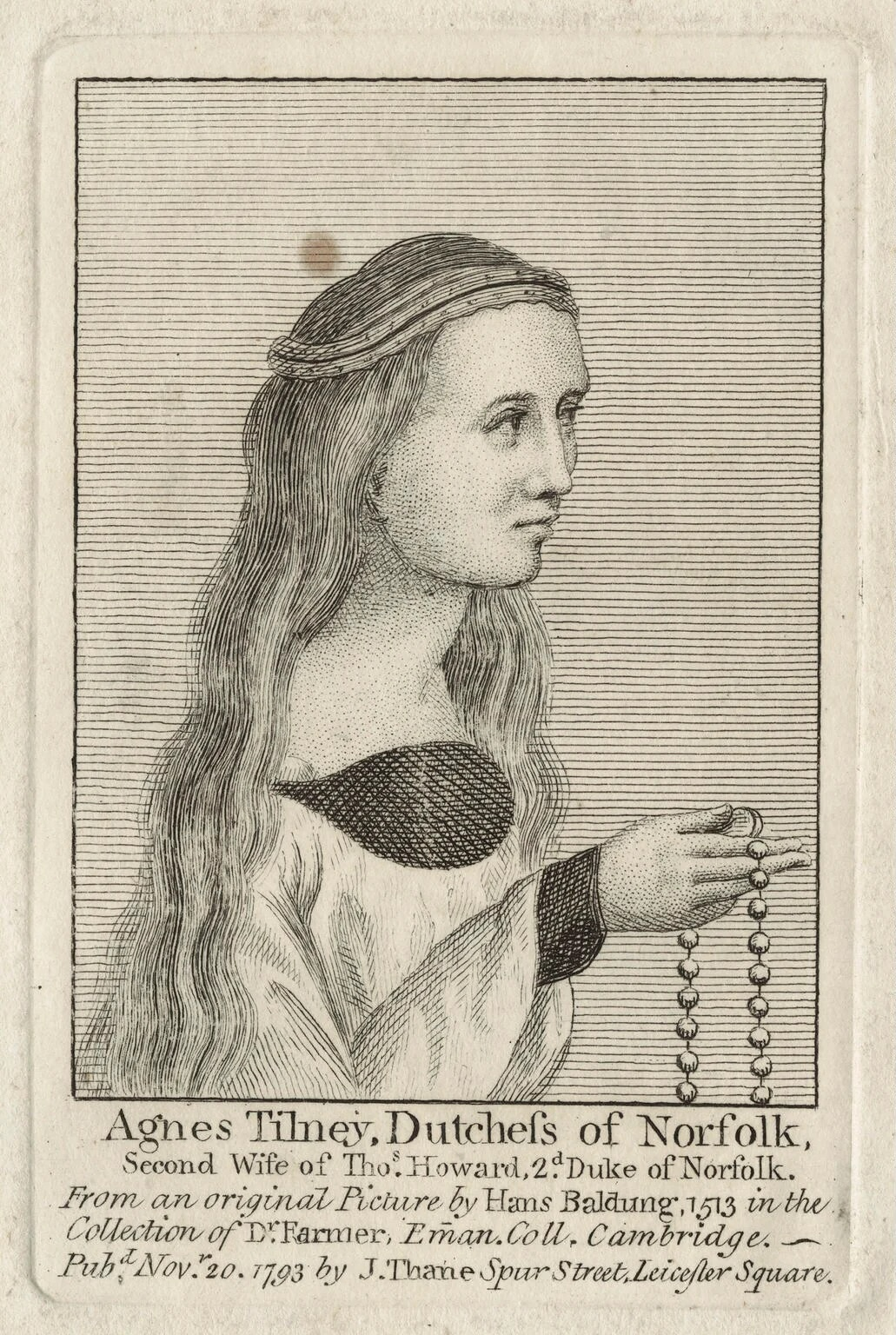
Agnes Tilney. Stich (1793) nach einem Original von Hans Baldung (1513)

Agnes Tilney (* um 1477; begraben am 31. Mai 1545), durch Ehe auch Agnes Howard, Duchess of Norfolk, war eine englische Adlige. Sie war die zweite Ehefrau von Thomas Howard, 2. Duke of Norfolk. Sie ist die Stiefgroßmutter der englischen Königinnen Anne Boleyn und Catherine Howard, die beide mit Heinrich VIII. verheiratet waren. Sie ist die Taufpatin von Elisabeth I., deren Stief-Urgroßmutter sie war. Als Angehörige des Hochadels zählte sie zu den einflussreichsten Frauen ihrer Zeit. Sie widersetzte sich nach dem Tod ihres Mannes erfolgreich einer zweiten Ehe und konnte somit selbständig über das beträchtliche Vermögen verfügen, das ihr Mann ihr hinterließ. 

## Leben
Agnes Tilneys Familie gehörte dem niederen Adel an. Ihr Vater war Hugh Tilney, Gutsherr von Skirbeck und Boston in Lincolnshire. Ihre Mutter Eleanor Tailboys entstammte ebenfalls einer einflussreichen Familie aus Lincolnshire. Die Verbindung zu Thomas Howard, 1. Earl of Surrey, ab 1514 2. Duke of Norfolk, verdankte sie letztlich ihrem Bruder Sir Philip Tilney († 1533). Dieser stand im Dienst des Herzogserben, der mit Elizabeth Tilney, einer Cousine von Agnes Tilney, verheiratet war. Thomas Howard heiratete Agnes Tilney im August 1497, nur vier Monate nach dem Tod seiner ersten Ehefrau. Die Ehe galt als ungewöhnlich, da Agnes Tilney wenig Mitgift mitbrachte. Die Howard-Familie hatte jedoch beträchtlich an Einfluss verloren, nachdem sie in der Schlacht von Bosworth an der Seite von Richard III. gekämpft hatte. Das Verhältnis der Howards zu den Tudors, die in der Schlacht siegten und daran anschließend den englischen Thron bestiegen, blieb über lange Zeit angespannt.
Agnes Tilneys Ehe fällt in die Zeit, in der die Howard-Familie allmählich ihren früheren Einfluss zurückgewann. Dazu trugen eine Reihe von militärischen Erfolgen von Thomas Howard bei. Der Einfluss und die Bedeutung von Agnes Tilney am englischen Königshof wuchs mit dem Ansehen ihres Ehemannes. Ihr gelang es auch nach dem Tod ihres Mannes diesen Einfluss beizubehalten. Heinrich VIII. heiratete als zweite Ehefrau Anne Boleyn, die er wenige Jahre nach der Eheschließung wegen angeblichen Hochverrats hinrichten ließ. Die Zeit, in der Anne Boleyn die Rolle einer englischen Königin wahrnehmen konnte, wurde von der Howard-Familie, der sich Agnes Tilney seit ihrer Einheirat verpflichtet fühlte, durch verschiedene Eheschließungen ausgedehnt. Agnes Tilney trug während Anne Boleyns Krönung deren Schleppe und wurde Taufpatin ihres ersten Kindes. Catherine Howard, die fünfte Ehefrau von Heinrich VIII. und Tochter von Agnes Tilneys Stiefsohn Edmund Howard, wuchs im Haushalt der Herzogswitwe auf, wurde dort jedoch nicht hinreichend auf eine einflussreiche Rolle am englischen Königshof vorbereitet. Auch Catherine Howard wurde 1542 hingerichtet. Hinrichtungsgrund waren ihre außerehelichen Beziehungen, die teils schon im Haushalt der Herzogswitwe Agnes Tilneys begonnen hatten. Agnes Tilney wurde auf Grund ihrer Beziehungen zu Catherine Howard verhaftet und im Tower of London inhaftiert. Sie wurde allerdings 1543, anders als ihr Stiefsohn Thomas Howard, 3. Duke of Norfolk, wieder freigelassen. 
Agnes Tilney starb im Mai 1545 und wurde am 31. Mai im Kloster von Thetford in Norfolk bestattet. Noch im selben Jahr wurde sie in die Kirche von Lambeth in Surrey umgebettet.

## Nachkommen
Aus ihrer Ehe mit Thomas Howard, 2. Duke of Norfolk hatte sie mindestens fünf Kinder:
- Lady Elizabeth Howard († 1534) ⚭ Henry Radcliffe, 2. Earl of Sussex;
- Lord Thomas Howard (1511–1537), starb im Tower;
- Lady Katharine Howard († 1554), ⚭ (1) Rhys ap Gruffydd FitzUrien, ⚭ (2) Henry Daubeney, 1. Earl of Bridgewater;
- Lady Dorothy Howard ⚭ 1530 Edward Stanley, 3. Earl of Derby;
- William Howard, 1. Baron Howard of Effingham (1510–1573), ⚭ (1) Katherine Broughton, ⚭ (2) Margaret Gamage.